# Chibi
Chibi (ちび?) è un vocabolo giapponese tipico del parlato che significa "persona bassa" o "bambino piccolo". Tale termine è infatti utilizzato per indicare una persona o un animale di piccole dimensioni. Può essere tradotto come "piccolo", ma non viene utilizzato allo stesso modo di chiisana (小さな?).

Illustrazione di un chibi

La parola è diventata molto utilizzata attraverso il mondo dei manga e degli anime. Infatti spesso alcuni personaggi di diverse opere indicano con tale termine una persona piccola di statura, ma il motivo per cui è principalmente conosciuta è lo stile di disegno a cui fa riferimento, ovvero disegnare i personaggi della storia in proporzioni più piccole rispetto all'originale. Lo stile chibi è molto popolare nei manga, mentre negli anime è utilizzato solitamente in scene carine e/o divertenti, ed è estremamente raro che venga usato per una serie intera.

## Distinzione dasuper deformed
In lingua inglese il termine chibi è stato quasi fuso con il super deformed, anche se quest'ultimo presenta uno stile di disegno dei personaggi con teste di grandi dimensioni o può essere usato per descrivere la versione-bambino di alcuni personaggi di vari fumetti o anime.

## Esempi di opere con apparizioni chibi
Nel popolare manga di genere shōjo Sailor Moon è presente un tipico esempio dell'uso della parola: è Chibiusa, formata da chibi usagi ("piccolo coniglio"), che dall'aspetto richiama una versione rimpicciolita della protagonista, ovvero Usagi Tsukino alias Sailor Moon.
Altro esempio è ritrovabile nelle serie TV anime Angeloid - Sora no otoshimono, oltre al relativo film, dove spesso il protagonista Tomoki Sakurai, oltre all'Angeloid Ikaros e agli altri protagonisti, appare in versione chibi durante le scene più demenziali (tipiche del genere ecchi) o divertenti.
Nel cartone animato Ultimate Spider-Man, una delle gag ricorrenti sta nel fatto che appare una versione minuscola di Spider-Man durante le sue fantasie.
Nella serie Miraculous - Chibi Shorts sulla serie TV Miraculous - Le storie di Ladybug e Chat Noir.